# Alcmena tristis
Alcmena tristis là một loài nhện trong họ Salticidae.
Loài này thuộc chi Alcmena. Alcmena tristis được Cândido Firmino de Mello-Leitão miêu tả năm 1945.